# Barabanov
Barabanov je priimek več oseb:
- Arsenij Jakovlevič Barabanov, sovjetski general
- Mihail Sergejevič Barabanov, sovjetski letalski as
- Ilja Barabanov, ruski novinar